# Dariusz Madera
Dariusz Piotr Madera (ur. 6 czerwca 1975 w Prudniku) – polski menedżer i urzędnik państwowy, w latach 2006–2007 wicewojewoda opolski, od 2016 dyrektor Uniwersyteckiego Szpitala Klinicznego w Opolu.

## Życiorys
Absolwent Politechniki Opolskiej z 1999. W trakcie studiów pełnił funkcję przewodniczącego uczelnianej komórki Niezależnego Zrzeszenia Studentów, otworzył również biuro karier i pracy dla studentów. Został nauczycielem akademickim na Wydziale Zarządzania i Inżynierii Produkcji PO, a także doktorantem na Politechnice Warszawskiej. Kształcił się również na studiach Executive MBA na Uniwersytecie Ekonomicznym we Wrocławiu. Zawodowo pracował jako menedżer, m.in. od 2004 do 2006 był dyrektorem opolskiej pływalni „Akwarium”. Kierował też biurem doradztwa personalnego i koordynował projekty unijne. Zaangażował się w działalność polityczną w ramach Prawa i Sprawiedliwości. W 2005 i 2007 bez powodzenia kandydował do Sejmu. W 2005 wystartował w konkursie na wojewodę opolskiego. We wrześniu 2006 objął funkcję wicewojewody opolskiego. Odwołano go z funkcji w grudniu 2007 po zmianie rządu.
Wkrótce potem został pracownikiem Zakładów Azotowych „Kędzierzyn”. W 2008 zrezygnował z członkostwa w PiS. Później pełnił funkcję prezesa Prudnickiego Centrum Medycznego (2008–2013), dyrektora Departamentu Zdrowia i Polityki Społecznej w Urzędzie Marszałkowskim Województwa Małopolskiego (2013–2016) i dyrektora Wojewódzkiego Centrum Medycznego w Opolu (od 2016). Po przekształceniu WCM w Uniwersytecki Szpital Kliniczny w Opolu został jego dyrektorem generalnym. W ramach tej funkcji był m.in. współorganizatorem tymczasowego szpitala w Centrum Wystawienniczo-Kongresowym w Opolu w okresie pandemii COVID-19. W kadencji 2018–2024 członek rady naczelnej Polskiej Federacji Szpitali.

## Życie prywatne
Jest żonaty, ma dwie córki. Ojciec Madery był sołtysem Łąki Prudnickiej, a matka Irena kierowniczką tamtejszego Wiejskiego Domu Kultury oraz radną Rady Miejskiej w Prudniku.

## Odznaczenia
Został odznaczony m.in. Odznaką honorową „Za zasługi dla ochrony zdrowia” (2021). Wyróżniany także m.in.: Złotym Laurem Umiejętności i Kompetencji Opolskiej Izby Gospodarczej w kategoriach menedżer i lider społeczno–gospodarczy (2020), a także wyróżnieniami Polskiego Towarzystwa Kardiologicznego, Instytutu Kardiologii Collegium Medicum Uniwersytetu Jagiellońskiego, czasopisma „Menedżer Zdrowia” oraz Związku Kombatantów Rzeczypospolitej Polskiej i Byłych Więźniów Politycznych. 